# Gdynia Port Oksywie
Gdynia Port Oksywie – nieczynna stacja PKP znajdująca się w Gdyni, w południowej części dzielnicy Oksywie. Do roku 1994 funkcjonowała jako stacja końcowa dla pociągów osobowych z Kościerzyny, obecnie kursują po niej tylko pociągi towarowe.
W związku z sąsiedztwem z obiektami wojskowymi stacja jest w mniejszym stopniu zrujnowana niż pozostałe na tej linii. Na obu peronach zachowały się tablice informujące o nazwie stacji Gdynia Port Oksywie, na końcu obu torów znajdują się kozły oporowe wraz z hamulcami torowymi. Za kozłami oporowymi znajduje się niewielki plac wraz z dawnym budynkiem stacyjnym. Mimo iż jest to ostatnia stacja na tej linii, to obok istnieje kilka torów schodzących się w jeden, którym jeżdżą pociągi towarowe do portu i bazy Marynarki Wojennej.
Do 1993 w godzinach szczytu linią kursowały 4 pary pociągów z Gdyni Chyloni. Pierwszy kurs pociągu na Oksywie przyjeżdżał z Kościerzyny i tam też wracał ostatni kurs w kierunku Chyloni. Pociągi te zestawione były przeważnie z wagonów piętrowych ciągniętych lokomotywą spalinową SP42 lub SU42, a w sezonie zimowym – ze względu na trudny profil trasy – lokomotywą serii SU46. Przed wprowadzeniem trakcji spalinowej obsługę trakcyjną zapewniały parowozy. Pociągi te dowoziły pracowników na Oksywie na godziny siódmą i ósmą oraz odwoziły do domów po piętnastej i zwane były potocznie baną (kaszb. ban, bana = pociąg) lub – z uwagi na porę odjazdu z Oksywia – 15.10 do Jumy.

## Galeria

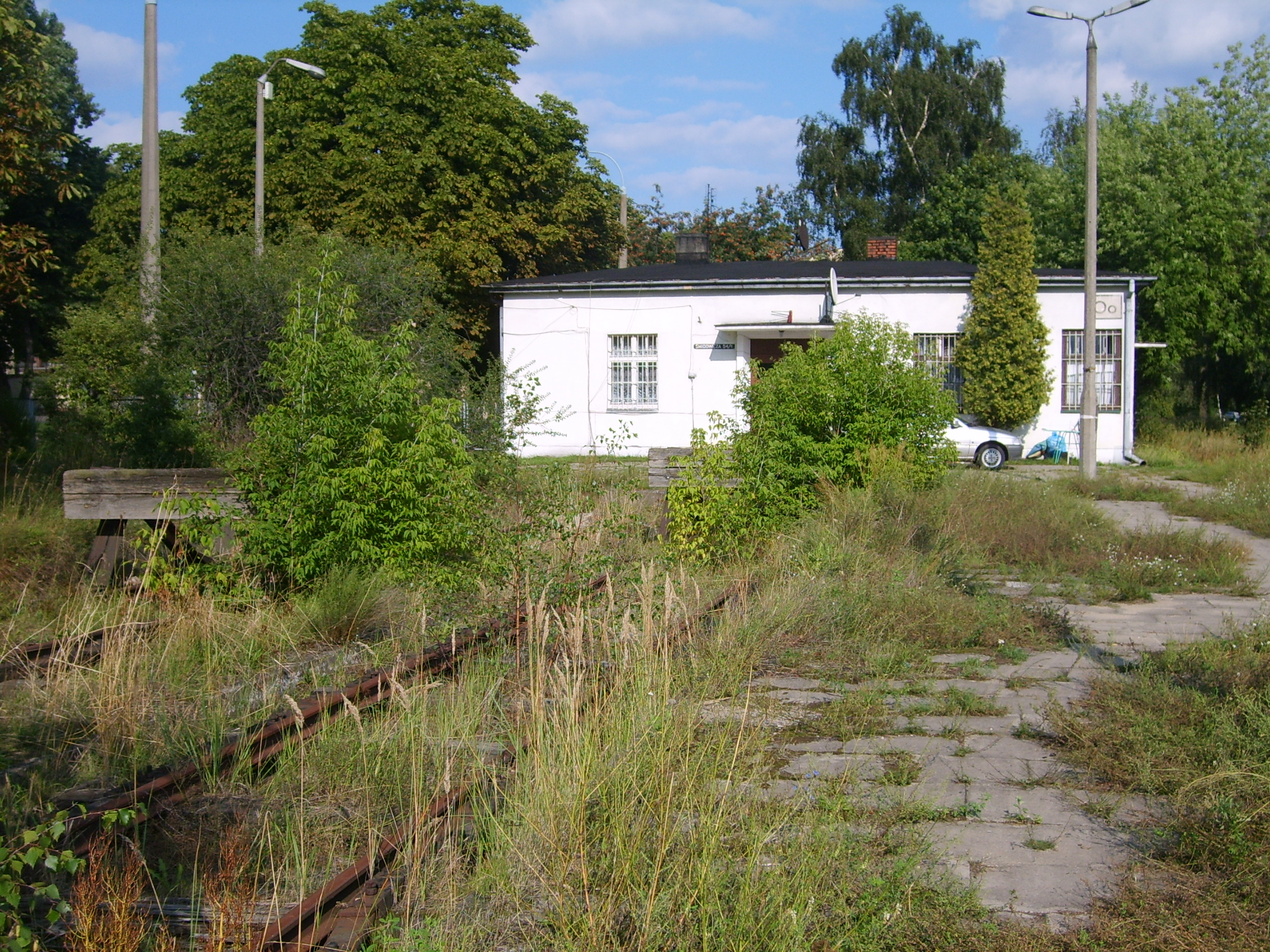
Dawny budynek dworcowy (16.08.2006)
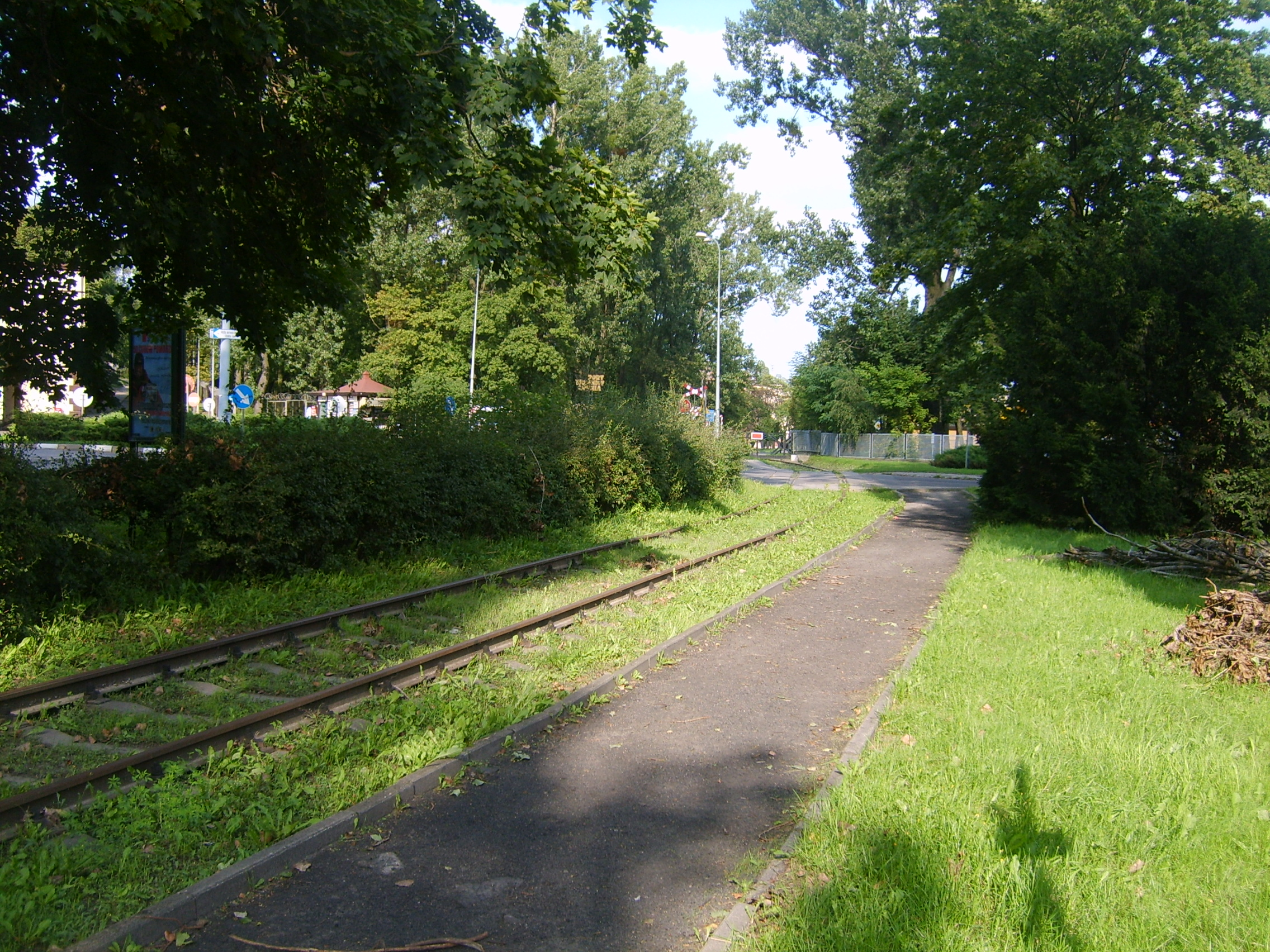
Przedłużenie linii w kierunku portu Marynarki Wojennej - ruch towarowy.